# Comuna Brazi, Prahova
Brazi este o comună în județul Prahova, Muntenia, România, formată din satele Bătești, Brazii de Jos, Brazii de Sus (reședința), Negoiești, Popești și Stejaru.

## Geografie

### Așezare, suprafață, limite
Comuna Brazi se află situată în zona de câmpie din sud-vestul județului Prahova, pe malul stâng al râului Prahova și ocupă o suprafață totală de 45,42 km², din care 3378 ha reprezintă suprafață agricolă. Este străbătută de șoseaua națională DN1, acolo unde ea formează centura de vest a municipiului Ploiești. Din acest drum, la Brazii de Sus se ramifică șoseaua județeană DJ101G, care duce spre sud la Tinosu, Șirna și mai departe în județul Dâmbovița la Cornești (unde se termină în DN1A). DJ101G se intersectează la Brazii de Jos cu șoseaua județeană DJ140, care duce spre sud-est la Puchenii Mari (unde se termină în DN1) și spre nord-vest la Târgșoru Vechi (unde se intersectează cu DN1A) și Ariceștii Rahtivani (unde se termină în DN72). Prin comună trece și calea ferată București–Ploiești, pe care este deservită de stația Brazi.

### Relief
Localitatea Brazi se află din punct de vedere al reliefului și al altitudinii în cadrul zonei de câmpie și anume în partea sudică a Câmpiei Ploieștiului. Câmpia Ploieștiului, al cărei nume provine de la principalul oraș situat în această regiune - Ploiești- este ultima unitate de relief străbătută de râul Prahova, înainte de vărsarea acestuia în Ialomița.
Câmpia Ploieștiului se întinde de la limita cu Subcarpații de Curbură, în interiorul cărora pătrunde sub forma unui golf, de-a lungul râului Prahova, până la o altitudine maximă de 340-350m (în Nord) și până la câmpia de subsidența a Gherghiței, în sud, unde altitudinea minimă este de aproximativ 72m.Câmpia Ploieștiului este o câmpie piemontană, ușor înclinată, constituită din aluviunile aduse de Prahova și Teleajăn; are forma tipică a unui con de dejecție, fiind îngustă în partea de nord (2-2,5km lățime) și mai largă în partea sudică (aproximativ 35km lățime). Câmpia Ploieștiului se întinde de la limita cu Subcarpații de Curbură, în interiorul cărora pătrunde sub forma unui golf, de-a lungul râului Prahova, până la o altitudine maximă de 340-350m (în Nord) și până la câmpia de subsidența a Gherghiței, în sud, unde altitudinea minimă este de aproximativ 72m. Câmpia Ploieștiului este o câmpie piemontană, ușor înclinată, constituită din aluviunile aduse de Prahova și Teleajăn; are forma tipică a unui con de dejecție, fiind îngustă în partea de nord (2-2,5km lățime) și mai largă în partea sudică ('aproximativ 35km lățime).
Diferența de altitudine dintre punctul cel mai înalt al câmpiei Ploieștiului (417m) și cel mai coborât (73m) este de cca 344m. Această amplitudine altimetrică pe o distanță de aproximativ 40 de km înseamnă o pantă destul de accentuată pentru o regiune de câmpie, de 8m/km. În același sens, amplitudinea altimetrică în cadrul comunei Brazi este de 25 de metri, ceea ce înseamnă pentru o distanță de aproximativ 8km o pantă de cca 3m/km. Adâncimea fragmentării reliefului în cadrul comunei Brazi se situează undeva în jurul valorii de 8-9m pe km pătrați . În cadrul Câmpiei Ploieștiului densitatea fragmentării reliefului marchează valori diferențiate, cuprinse între 0 și 4,7km pe km pătrat, dar pe teritoriul comunei Brazi, ca și pe 70% din suprafața acestei câmpii, este înregistrată valoarea 0. Acest lucru este datorat conului de dejecție al Prahovei care atinge o lățime de peste 20km și o grosime a aluviunilor de peste 60m.
În cadrul Câmpiei Ploieștiului figurează mai multe forme de relief. O formă de relief â
întâlnită este cea a luncilor, unități morfohidrografice complexe, care reprezintă sectorul cel mai coborât și cu vârsta cea mai recentă, dezvoltat în lungul văilor. Aspectul, extinderea și strucura lor au fost condiționate de schimbările petrecute în dinamica râurilor, ca urmare directă a variațiilor bio-climatice, eustatice și neotectonice din postglaciar. Fizionomia, extinderea și structura luncilor sunt condiționate de caracteristicile reliefului major, dar și de modificările raportului dintre debitul solid și debitul lichid, de variațiile sezoniere și accidentale ale regimului de scurgere.
După confluența cu Doftana, lunca Prahovei se lărgește, de la cca 200m până la cca 600m când înregistrează în aval. La sud de localitatea Florești panta scade ușor, lunca Prahovei se deschide și mai mult, ajungând la 800-900m lățime, iar despletirile și acumulările sub forma de grinduri și ostroave se înmulțesc. Pe alocuri lunca Prahovei se îngustează până la 150-200m, cum se întâmplă în dreptul localităților Stâncești, Stejaru și Tinosu, aceste sectoare alternând cu cele unde lunca are lățime de peste 800m (de exemplu, la sud de localitatea Tărgșorul Vechi, Prahova, Leaotul și Viișoara formează pe stânga Prahovei o lunca comună). Din zona Puchenii Moșneni panta se reduce și mai mult, iar Prahova începe să meandreze, depunând cantități mari de aluviuni.
În cadrul luncilor, grosimea depozitelor aluviale variază între 8 și 10m pentru valea Prahovei și 4-6m pentru cea a Teleajănului. Baza aluviunilor se găsește sub talvegul actual al acestora, ceea ce indică o tendință generală de acumulare și de înalțare continuă a patului de aluviuni. Comuna Brazi împreună cu cele 6 sate componente se află situată în zone de luncă comună a Ploieștiului și Leaotului, pe partea stângă a acestuia din urmă, excepție făcând satul Stejaru.
Din punctul de vedere al modelării actuale a reliefului Câmpia Ploieștiului este afectată în principal de procese de eroziune și acumulare fluvială, care au loc de-a lungul albiilor, dar și de procese caracteristice suprafețelor orizontale interfluviale (tasarea, sufoziunea) sau frunților de terase (pluviodenudarea). Procesele de tasare și sufoziune se manifestă în spatiile acoperite cu loess și dau naștere unor crovuri. în această câmpie crovurile sunt într-o fază incipientă, luând naștere pe suprafețele unde apa din precipitații sau din zăpadă stagnează pentru mai multă vreme. Pe frunțile teraselor sunt caracteristice procesele de ravenare, mai ales acolo unde vegetația lipsește. Regimul modelării actuale a fost puternic influențat de extinderea terenurilor arabile și de defrișări. Prin arături și prin lipsirea solului de protecția vegetației, omul a contribuit la intensificarea unor procese.
Pe suprafața Câmpiei Ploieștiului sunt prezente și urme ale modelării antropice. Astfel, cea mai extinsă acțiune antropică o constituie arătura, la care se adaugă folosirea numeroșilor fertilizatori ce au modificat ph-ul solului. În cadrul modelării antropice a reliefului trebuiesc menționate și cele 158 de movile presărate neregulat pe tot podul terasei Bănești, și care sunt puse pe seama popoarelor migratoare (aceste movile constituind de fapt tumuli cu dimensiuni de 3-4m înălțime). În cadrul comunei Brazi, ca forme de relief antropic, se remarcă ramblul cu înălțimea de 0,7 -1 m ce însoțește calea ferată principală. Pe raza comunei se remarcă și cele aproximativ 100 de gropi de motorină realizate între anii 1996-2005, cu adâncimi cuprinse între 0,5 și 5m și diametre între 1,5 și 8 m.

## Demografie
Componența etnică a comunei Brazi
     Români (92,7%)
     Alte etnii (0,32%)
     Necunoscută (6,98%)
Componența confesională a comunei Brazi
     Ortodocși (86,29%)
     Creștini după evanghelie (3,57%)
     Adventiști (1,06%)
     Alte religii (1,23%)
     Necunoscută (7,85%)
Conform recensământului efectuat în 2021, populația comunei Brazi se ridică la 7.811 locuitori, în scădere față de recensământul anterior din 2011, când fuseseră înregistrați 8.094 de locuitori. Majoritatea locuitorilor sunt români (92,7%), iar pentru 6,98% nu se cunoaște apartenența etnică. Din punct de vedere confesional, majoritatea locuitorilor sunt ortodocși (86,29%), cu minorități de creștini după evanghelie (3,57%) și adventiști (1,06%), iar pentru 7,85% nu se cunoaște apartenența confesională.

## Politică și administrație
Comuna Brazi este administrată de un primar și un consiliu local compus din 15 consilieri. Primarul, Leonaș Radu[*], de la Partidul Național Liberal, este în funcție din 2012. Începând cu alegerile locale din 2024, consiliul local are următoarea componență pe partide politice:
|  | Partid                      | Consilieri | Componența Consiliului | Componența Consiliului | Componența Consiliului | Componența Consiliului | Componența Consiliului | Componența Consiliului | Componența Consiliului |
|  | --------------------------- | ---------- | ---------------------- | ---------------------- | ---------------------- | ---------------------- | ---------------------- | ---------------------- | ---------------------- |
|  | Partidul Național Liberal   | 7          |                        |                        |                        |                        |                        |                        |                        |
|  | Partidul România în Acțiune | 6          |                        |                        |                        |                        |                        |                        |                        |
|  | Partidul Social Democrat    | 2          |                        |                        |                        |                        |                        |                        |                        |

## Istorie
Din harta patrimoniului cultural al județului Prahova, elaborat de Muzeul de Istorie și Arheologie al județului Prahova în 1974 rezulta faptul că pe teritoriul comunei Brazi s-au descoperit vestigii din neolitic (în satul Negoiești), din prima treaptă a fierului (în satul Popești) și din perioada geto-dacilor și din cea a formării poporului român (în satul Bătești).
Atestarea documentară datează și ea de pe la începutul secolului al XV-lea, când Mircea cel Bătrân întărește, prin 1400-1403, locurile numite "la Mociurite" (care prin influența antroponimica vor deveni cu timpul Batesti), scutind locuitorii acestor zone de dări și slujbe. Satul Negoiești apare și el atestat la mijlocul aceluiași veac, la 30 septembrie 1454, când Vladislav al II-lea ratifică unui anume Dragomir Coman o "ocina" la Negoiești. Satul Popești apare atestat documentar pentru prima oară la 28 mai 1691 , când printre martorii unui proces figurează și un anume Stan, logofăt din Popești.
În a doua jumătate a secolului al XVIII-lea, în 1776, se dă autorizația pentru înființarea unei manufacturii de hârtie pe moșia Batesti, iar în veacul următor, în 1841, la Popești ia ființă o fabrică de tutun. La numai cațiva ani, în 1854-1856, o echipă de geodezi austrieci , sub comanda lui Fligely, lucrează la alcătuirea unei noi hărți a Țării Românești, lucrările de finisare având loc la Negoiești. De menționat că Brazii făceau parte din plasa Câmpu (1872), iar spre sfârșitul veacului (1890) din plasa Crivina, apoi iar din plasa Campu.
În anul 1834 este ridicata în satul Stejaru biserica din lemn Sf. Treime, de către Safta Brâncoveanu. Biserica este de plan dreptunghiular simplu, cu absida decrosata, poligonală. A fost reparată în 1888, iar în prezent figurează printre monumentele cele mai vechi din comună. La data de 13 septembrie 1872 este pusă în circulație gara Brazi (pe linia București-Ploiești), aflată la o distanța de 6,6 km față de gara Prahova și 7,6 km față de gara Ploiești Triaj, la o altitudine de 128,78 m deasupra nivelului mării.
În 1890, în satul Popești, se construiește, de către un inginer străin (Albert Paner) o moară de apă a cărui proprietar era boierul Emanoil Eahovan. În 1924 a luat ființă în satul Brazi de Sus o fabrică de sticlărie cu capital străin. Fabrica a funcționat până în 1948 când localul a fost achiziționat de întreprinderea "Drum Nou". La această fabrică lucrau circa 200 de muncitori din satele Brazi și Bătești- Popești. Aproximativ în același timp s-a construit o moară în satul Bătești (de către inginerul german G. Weper), precum și una în satul Popești.
La sfârșitul secolului al XIX-lea, localitățile comunei actuale erau împărțite în mai multe comune. Comuna Brazi era formată din Brazii de Sus și Brazii de Jos, având 600 de locuitori, o școală din 1889 și o biserică ortodoxă. Comuna era cunoscută pentru produsele de olărit, vândute în special la Ploiești. Comuna Bătești cuprindea satul Bătești și Moara-Cătunul (actualmente Moara, comuna Puchenii Mari), având împreună 767 de locuitori și o biserică datând dinainte de 1841. Aceste comune erau în plasa Crivina. În plasa Târgșorul se aflau comuna Negoești, cu satele Zahanaua (astăzi în comuna Târgșoru Vechi), Găvana (dispărut), Negoești și Stejaru, având împreună 940 de locuitori, o școală cu 65 de elevi înființată la 1890 și trei biserici, din care două pe teritoriul actual al comunei Brazi; și comuna Popești cu 448 de locuitori și o biserică fondată de Olimpia Lahovari.
În 1925 comuna este consemnată de Anuarul Socec în aceeași plasă, cu satele Moara, Brazii de Jos și Brazii de Sus și 2896 de locuitori.
Altă unitate industrială înființată în satul Brazi a fost Atelierul de Teracotă. Tot în același timp ia ființă și o fabrică de sifoane, proprietar fiind Constantin Spiridon.
În aprilie 1934 societatea "Creditul Minier" (înființată în 1919 la București) a început construirea unei rafinării la Brazi, pe care a dat-o în funcțiune la 15 iunie 1935. Rafinăria a suferit grave avarii în timpul bombardamentelor aeriene din timpul celui de-al Doilea Război Mondial. La 11 iunie 1948 rafinăria a fost naționalizată.
În 1950, comuna Brazi a fost transferată orașului regional Ploiești, reședința regiunii Prahova și apoi a regiunii Ploiești; în 1968 comuna Brazi a absorbit comuna Popești și o parte din comunele Bătești și Negoești, fiind inclusă din nou în județul Prahova.

## Monumente istorice

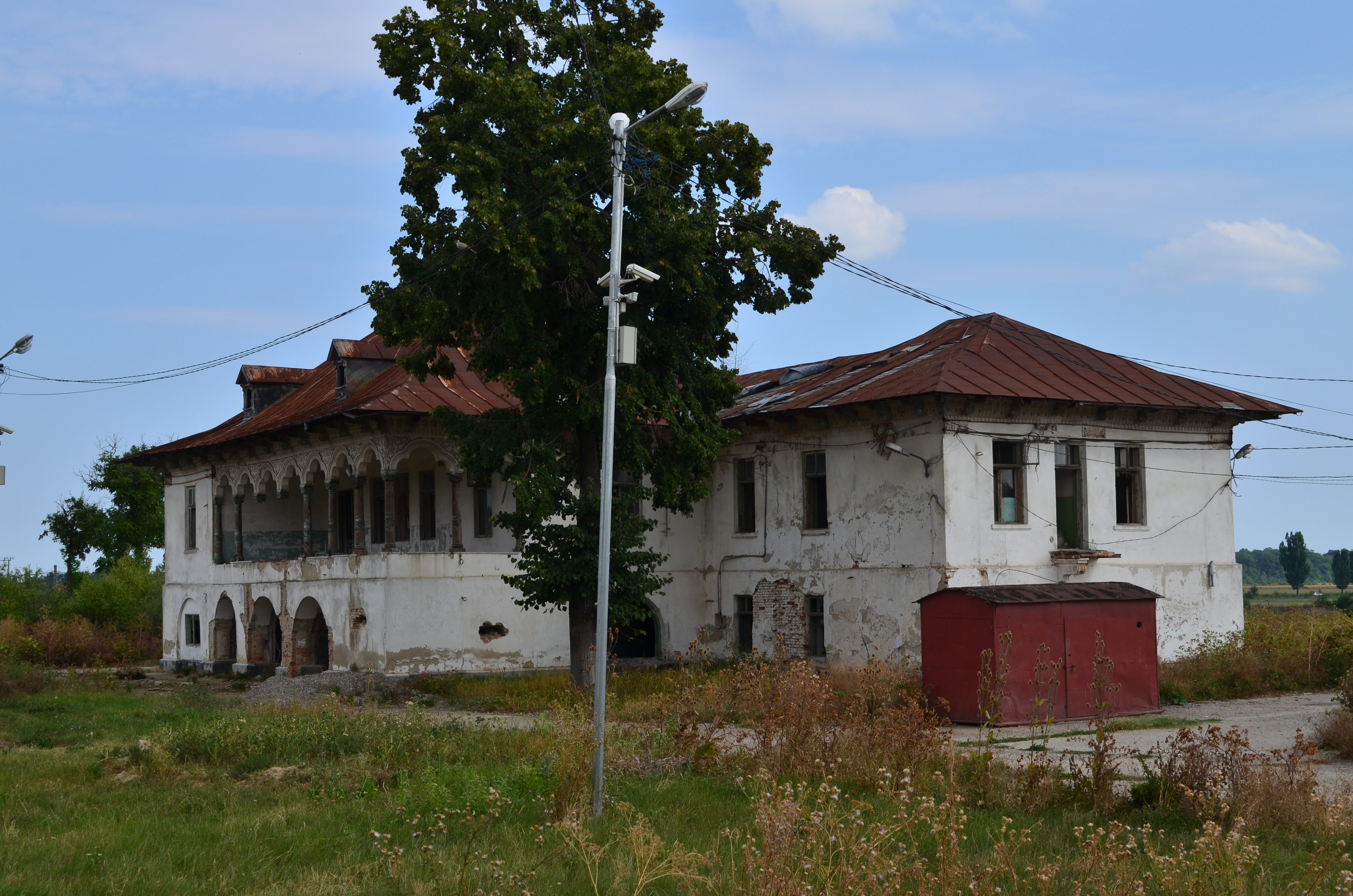
Conacul Nicolau din Brazii de Sus, monument istoric de interes național

În comuna Brazi se află două monumente istorice de interes național: conacul Nicolau (prima jumătate a secolului al XIX-lea) din satul Brazii de Sus; și biserica de lemn „Sfânta Treime” (secolul al XVIII-lea) din satul Stejaru. În rest, singurul obiectiv din comună inclus în lista monumentelor istorice din județul Prahova ca monument de interes local este situl arheologic de la „cantonul CFR 50A” din zona satului Bătești, unde s-au găsit urmele unei așezări din secolele al V-lea–al VII-lea e.n.

## Personalități născute aici
- Alexandru Tudor-Miu (1901 - 1961), scriitor.